# ソコギス科
ソコギス科（学名：Notacanthidae）は、ソコギス目に所属する魚類の分類群の一つ。ソコギス・キツネソコギスなど、底生性の深海魚のみ3属11種が所属する。学名の由来は、ギリシア語の「noton（背部）」と「akantha（トゲ）」から。

## 分布
ソコギス科の魚類はすべて海水魚で、全世界の深海に幅広く分布する。含まれる11種の仲間は、いずれも海底付近からあまり離れずに生活する底生魚のグループである。水深125-3,000mの範囲から知られ、日本近海からは3属4種（タヌキソコギス・ソコギス・キツネソコギス・クロソコギス）が報告されている。
キツネソコギス属の仲間（6種）はほぼすべての深海に分布する一方、タヌキソコギス属（タヌキソコギス1種のみ）は大西洋北西部と日本の三陸沖からわずかに報告があるだけの稀な魚類である。また、ソコギス属（4種）は北太平洋・北大西洋のほか、ニュージーランド近海・カリブ海・地中海から知られている。

## 生態

### 食性
ソコギス科の魚類は活発に遊泳して餌を探す、狩猟採集型の深海魚である。底生性の遊泳性深海魚としては、ソコダラ科（タラ目）・アシロ科（アシロ目）や同じソコギス目のトカゲギス科と並ぶ重要な存在となっている。ソコギス類は細長い尾部を波打たせるようにして海底の直上を遊泳し、イソギンチャク・海綿動物・棘皮動物など、表在性の生物を主に摂食する。一方で、トカゲギス科魚類はへら状の吻（口先）を使って砂泥を掘り起こし、埋在性の甲殻類・貝類などを捕食することが多い。系統的に近縁で、類似した環境で暮らす両グループであるが、食性の違いは明瞭となっている。
ただし、タヌキソコギスは一般的なソコギス類とは異なり、小さな口で海底の砂泥を吸い込むように摂食する習性がある。本種は非常に長い腸管をもち、泥の中の微小な生物を消化吸収している可能性が考えられている。

### 繁殖
ソコギス類の繁殖形態はほとんどわかっていないが、雌の個体数が雄をはるかに上回っていることが知られている。
カライワシ上目のグループに共通する特徴として、ソコギス類もまたレプトケファルスと呼ばれる独特な仔魚期を経て成長する。ウナギ類とは異なり、本科魚類のレプトケファルスはかなり大型になる一方、変態後にはほとんど成長しない。1930年に大西洋で採取された全長1.84mの巨大なレプトケファルス（Leptocephalus giganteus という学名も与えられた）は、シーサーペントの正体との憶測を呼び、成長後には30mに達するとも言われた。これが実際にはソコギス科魚類の幼生であることがわかったのは、1960年代に変態途中のレプトケファルスが見つかったときである。

## 形態

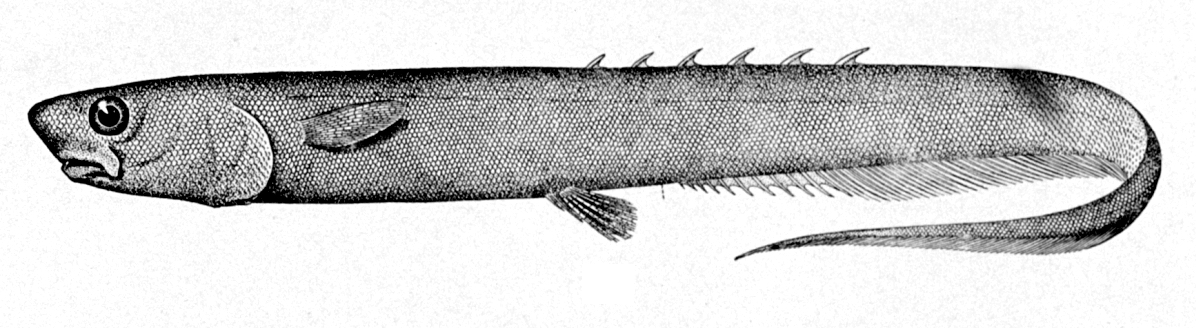
キツネソコギス属の1種（Notacanthus bonaparte）。背部に並ぶ背鰭遊離棘は本科魚類の特徴であり、英名（spiny eel）の由来になっている

ソコギス科魚類は細長く、左右にやや側扁した体型をもつ。全長数十cmから1mほどに成長し、褐色を基調とした暗い体色をしていることが多い。
形態は近縁のトカゲギス科の仲間とよく似るが、鰓膜の少なくとも一部が癒合すること、鱗が比較的小さく両側にそれぞれ50列以上の縦列をなすこと、背鰭の後端が肛門よりも後方に位置することなどの特徴から鑑別される。側線の発達は比較的悪く、体側の上部を走行する。一部の種類は、腹鰭に3本の棘条をもつ。
本科は3属で構成されるが、ソコギス属・キツネソコギス属の2属とタヌキソコギス属は形態学的な差異が大きく、後者は独立のタヌキソコギス科 Lipogenidae として分類されることもある。
ソコギス属・キツネソコギス属は比較的大きな口をもち、前上顎骨と歯骨に歯を備える。鰓条骨は6-13本で、鰓耙はよく発達するほか、骨化の進んだ擬鎖骨・上擬鎖骨をもつ。背鰭は26-41本（ソコギス属）あるいは6-15本（キツネソコギス属）の孤立した棘条のみからなり、明瞭な軟条は存在しない。ソコギス属の椎骨は224-290個。
一方のタヌキソコギス属の口は小さく歯を欠き、吸盤状となっている。鰓条骨は5-7本で、鰓耙をもたない。胸帯は退化的で、擬鎖骨と上擬鎖骨を欠く。背鰭の基底は短く、9-12本の鰭条からなり、前半の数本が棘条となっている。臀鰭の基底は長く、116-136本の鰭条で構成され、うち32-44本が棘条。椎骨は228-234個。

## 分類

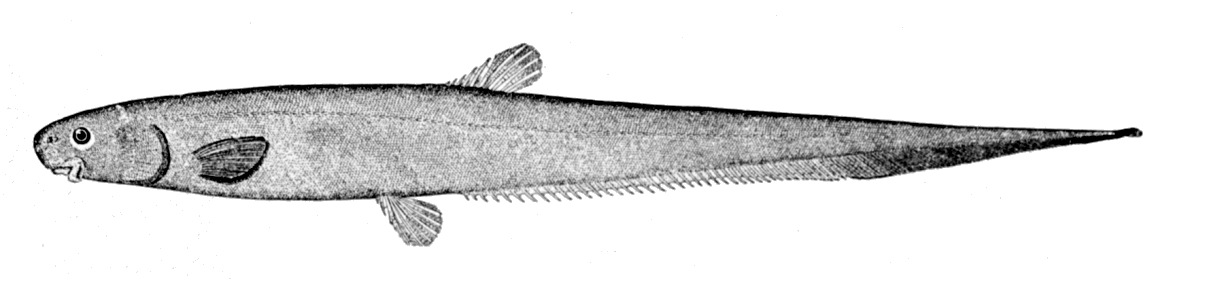
タヌキソコギス Lipogenys gillii （タヌキソコギス属）。形態に独自の特徴が多く、独立の科として分類する見解もある

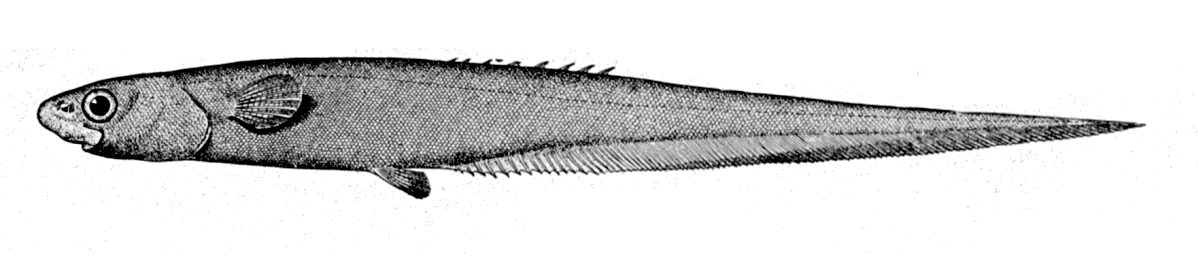
ムツトゲソコギス（Notacanthus sexspinis）。大西洋から太平洋にかけての大陸斜面に幅広く分布する種類

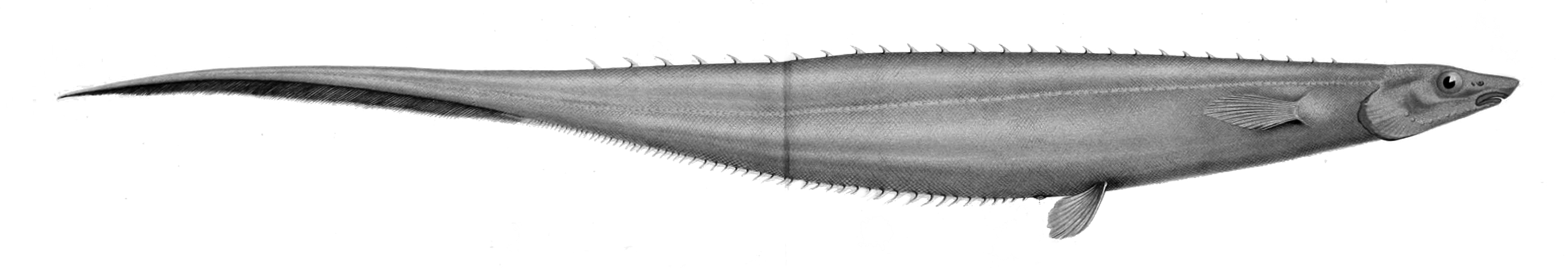
タイセイヨウソコギス（Polyacanthonotus rissoanus）

ソコギス科にはNelson（2016）の体系において3属11種が認められている。本稿では、FishBaseに記載される14種についてリストする。
- キツネソコギス属 Notacanthus
  - キツネソコギス Notacanthus abbotti
  - Notacanthus arrontei
  - Notacanthus bonaparte
  - クロソコギス Notacanthus chemnitzii
  - Notacanthus indicus
  - Notacanthus laccadiviensis
  - ムツトゲソコギス Notacanthus sexspinis
  - ペルーソコギス Notacanthus spinosus
- ソコギス属 Polyacanthonotus
  - Polyacanthonotus africanus
  - ソコギス Polyacanthonotus challengeri
  - Polyacanthonotus merretti
  - タイセイヨウソコギス Polyacanthonotus rissoanus
- タヌキソコギス属 Lipogenys
  - タヌキソコギス Lipogenys gillii
- Leptocephalus 属（キツネソコギス属の幼体とされるが、詳細は不明）
  - Leptocephalus giganteus